# Ramsnorsen
Ramsnorsen är en sjö i Ludvika kommun i Dalarna och ingår i Norrströms huvudavrinningsområde. Sjön är 9 meter djup, har en yta på 0,386 kvadratkilometer och befinner sig 310 meter över havet. Sjön avvattnas av vattendraget Norsån. Vid provfiske har abborre, gädda och mört fångats i sjön.

## Delavrinningsområde
Ramsnorsen ingår i det delavrinningsområde (668737-144596) som SMHI kallar för Inloppet i Norsen. Medelhöjden är 319 meter över havet och ytan är 26 kvadratkilometer. Det finns inga avrinningsområden uppströms utan avrinningsområdet är högsta punkten. Norsån som avvattnar avrinningsområdet har biflödesordning 4, vilket innebär att vattnet flödar genom totalt 4 vattendrag innan det når havet efter 291 kilometer. Avrinningsområdet består mestadels av skog (77 procent). Avrinningsområdet har 1,65 kvadratkilometer vattenytor vilket ger det en sjöprocent på 6,3 procent.